# Миёси, Сатору
Сатору Миёси (яп. 三好 悟; род. 10 июня 1963) — японский гребец, выступавший за сборную Японии по академической гребле в 1984—1992 годах. Чемпион Азиатских игр, участник двух летних Олимпийских игр.

## Биография
Сатору Миёси родился 10 июня 1963 года.
Дебютировал в гребле на взрослом международном уровне в сезоне 1984 года, когда вошёл в основной состав японской национальной сборной и благодаря череде удачных выступлений удостоился права защищать честь страны на летних Олимпийских играх в Лос-Анджелесе. В составе распашного четырёхместного экипажа, куда также вошли гребцы Тадаси Абэ, Сюнсукэ Кавамото, Хидэаки Маэгути и рулевой Акихиро Койкэ, сумел квалифицироваться лишь в утешительный финал B и расположился в итоговом протоколе соревнований на восьмой строке.
В 1986 году в распашных безрульных двойках одержал победу на Азиатских играх в Сеуле.
Находясь в числе лидеров гребной команды Японии, благополучно прошёл отбор на Олимпийские игры 1988 года в Сеуле — на сей раз стартовал в программе безрульных двоек вместе с напарником Маки Кобаяси. В предварительном квалификационном заезде они заняли последнее шестое место, отстав от лидеров более чем на 31 секунду, тогда как на дополнительном отборочном этапе стали пятыми, отстав почти на 27 секунд — таким образов, в полуфинальную стадию турнира пройти не смогли.
После сеульской Олимпиады Миёси остался в составе японской национальной сборной на ещё один олимпийский цикл и продолжил принимать участие в крупнейших международных регатах. Так, в 1990 году он побывал на Азиатских играх в Пекине, откуда привёз награду серебряного достоинства, выигранную в зачёте восьмёрок — в решающем финальном заезде пропустил вперёд только экипаж из Китая.
В 1992 году отметился выступлением на чемпионате мира в Монреале, где в восьмёрках лёгкого веса закрыл десятку сильнейших.